# Автошлях Т 1636
Автошля́х Т 1636 — автомобільний шлях територіального значення в Одеській області. Проходить територією Одеського району через Доброслав—Сичавку. Загальна довжина — 25,7 км.

## Маршрут
Автошлях проходить через такі населені пункти:
| Автошлях Т 1636 |           |
| Одеська область |           |
| Одеський район  |           |
| Доброслав       | Р55Т 1635 |
| Дмитрівка       |           |
| Бутівка         |           |
| Ранжеве         |           |
| Любопіль        |           |
| Сичавка         | E58М14    |